# 龍腦香長小蠹
龍腦香長小蠹（学名：Platypus obtusipennis）为長小蠹蟲科長小蠹屬下的一个种。